# Wohyń (Radzyń Podlaski)
Pour les articles homonymes, voir Wohyń.
Wohyń (prononciation [ˈvɔxɨɲ]) est un village de la gmina de Wohyń du powiat de Radzyń Podlaski dans la voïvodie de Lublin, situé dans l'est de la Pologne.
Le village est le siège administratif (chef-lieu) de la gmina rurale (commune) appelée gmina de Wohyń.
Il se situe à environ 12 kilomètres à l'est de Radzyń Podlaski (siège du powiat) et 58 kilomètres au nord de Lublin (capitale de la voïvodie).
Le village compte approximativement une population de 2 000 habitants.

## Histoire
De 1975 à 1998, le village est attaché administrativement à l'ancienne voïvodie de Lublin.

Depuis 1999, il fait partie de la nouvelle voïvodie de Lublin.